# Österreichischer Betriebssport Verband
Der Österreichische Betriebssport Verband (ÖBSV) ist die Dachorganisation der Landesbetriebssportverbände in Österreich mit Sitz in Wien. Der ÖBSV ist eine eigenständige, unabhängige Institution und außerordentliches Mitglied der österreichischen Bundessportorganisation (Sport Austria). Der Verband wird vom Österreichischen Bundesministerium für Kunst, Kultur, öffentlichen Dienst und Sport, sowie von den Sozialpartnern (Wirtschaftskammer Österreich und Arbeiterkammer) gefördert.

## Geschichte
Gegründet wurde der Österreichische Betriebssport Verband (ÖBSV) am 28. April 1970.
Seit 2014 ist der Generalsekretär der Wirtschaftskammer Österreich (WKO) und Nationalratsabgeordnete Karlheinz Kopf Präsident des Österreichischen Betriebssport Verbandes. Unter Karlheinz Kopf wurden 2019 die Europäischen Betriebssport Spiele in Salzburg mit über 7000 Betriebssportlern aus ganz Europa veranstaltet.

## Ziele
Der ÖBSV verfolgt das Ziel, den Wert von gesundem Sport und ausreichend Bewegung im Arbeitsalltag zu forcieren und über gemeinsame Sport- und Bewegungsprogramme das Miteinander im Betrieb positiv zu fördern. Der ÖBSV ist Kompetenzzentrum für Firmensport.
Durch die kostenlose Beratungen zu Bewegungsangeboten für österreichische Unternehmen, die Organisation von Österreichischen Betriebssport Meisterschaften in diversen Individual-, Natur- und Mannschaftssportarten, die Entwicklung und den Einsatz von Nudging Tools und die Organisation einer jährlich stattfindenden internationalen Fachtagung im Bereich Betriebssport und Bewegung im Setting Arbeitswelt soll ein Beitrag zu einem gesunden Lebensstil geleistet werden.